# Nova Aurora (Paraná)
Pour les articles homonymes, voir Aurora.
Nova Aurora est une municipalité brésilienne située dans l'État du Paraná.